# Артёмов, Сергей (футболист, 1971)
Сергей Артёмов (род. 1971) — советский и таджикистанский футболист, полузащитник.

## Биография
Сергей Артёмов родился в 1971 году.
Играл в футбол на позиции полузащитника. В 1991 году входил в заявку душанбинского «Памира», выступавшего в высшей лиге чемпионата СССР, однако ни разу не вышел на поле в составе главной команды.
В 1992—1993 годах продолжал играть за «Памир» в чемпионате Таджикистана. В 1992 году завоевал золотую медаль, в 1993 году — серебряную. В 1992 году выиграл Кубок Таджикистана.
В июне 1993 года провёл 3 товарищеских матча за сборную Таджикистана, мячей не забивал. Дебютным стал поединок 6 июня 1993 года в Тегеране против сборной Азербайджана (0:2), который он отыграл полностью.

## Достижения

### Командные
«Памир»
- Чемпион Таджикистана (1): 1992.
- Серебряный призёр чемпионата Таджикистана (2): 1993.
- Обладатель Кубка Таджикистана (1): 1992.